# بغداد (فلم)
بغداد (بالإنجليزية: Bagdad) هو فيلم مغامرات تاريخي أمريكي من إنتاج سنة 1949، ومن إخراج تشارلز لامونت وبطولة مورين أوهارا وبول هوبشميد وفينسنت برايس.

## القصة
تتكلم قصة الفيلم عن أميرة من البدو، تعود إلى بغداد بعد تعلمها في إنجلترا، تكتشف أن والدها قتل من قبل مرتدين موالين للباشا وألذي يقود حكومة فاسدة، يتهم بعدها الأمير حسن بالقتل زوراً، فيقوم بالتخطيط للعثور على القاتل الحقيقي.

## البطولة
- مورين أوهارا بدور الأميرة مرجان
- بول هوبشمد بدور حسن
- فنسنت برايس بدور الباشا علي نديم
- جون سوتون بدور رايزول
- جيف كوري بدور محمد جاو
- فرانك بوليا بدور سليل
- ديفيد وولف بدور محمود
- فريتز ليبر بدور أمير
- أوتو والديس بدور مارينغو
- ليون بيلاسكو بدور بيغار
- آن كرامر بدور تيرزا

## وصلات خارجية
- مقالات تستعمل روابط فنية بلا صلة مع ويكي بيانات
- بغداد على قاعدة بيانات الأفلام على الإنترنت